# Правители Кабо-Верде
| Регион                          | Период правления        | Имя правителя                                    | Звание                 |
| ------------------------------- | ----------------------- | ------------------------------------------------ | ---------------------- |
| Сантьягу (Северное Сантьягу)    | 29.01.1462 — 1473       | Диогу Афонсу                                     | капитан                |
| Сантьягу (Северное Сантьягу)    | 1473—1505               | Родригу Афонсу                                   | капитан                |
| Рибериа-Гранде (Южное Сантьягу) | 19.09.1462 — 1496       | Антониу ди Ноли                                  | капитан                |
| Рибериа-Гранде (Южное Сантьягу) | 8.04.1497 — 1508        | Бранка ди Агуиар                                 | капитанша              |
| Рибериа-Гранде (Южное Сантьягу) | 1508—1515               | Себастиу Алвареш ди Ландим                       | капитан                |
| Рибериа-Гранде (Южное Сантьягу) | 1515—1517               | Фернау Мендеш                                    | капитан                |
| Рибериа-Гранде (Южное Сантьягу) | 1517—1536               | Жуан Алемау                                      | капитан                |
| Рибериа-Гранде (Южное Сантьягу) | 15.08.1536 — 1559       | Жуан Коррейя де Соуза                            | капитан                |
| Рибериа-Гранде (Южное Сантьягу) | 1559—1562               | Мануэл ди Андради                                | капитан                |
| Рибериа-Гранде (Южное Сантьягу) | 22.12.1562 —            | Константиу ди Браганса                           | капитан                |
| Боа-Виста                       | 29.10.1497 — 3.01.1505  | Родригу Афонсу                                   | капитан                |
| Боа-Виста                       | 3.1.1505 — 15??         | Перу Коррейа                                     | капитан                |
| Боа-Виста                       | 15?? — 1542             | Антониу Коррейа                                  | капитан                |
| Боа-Виста                       | 1542 — 15??             | Мария Коррейа                                    | капитанша              |
| Алькатраш                       | 1484 — ?                | Жуан ди Сантарем                                 | капитан                |
| Алькатраш                       | 1504 — 150?             | Афонсу Рибейру                                   | капитан                |
| Алькатраш                       | 1508 — 15??             | Родриги Варела                                   | капитан                |
| Прая                            | 1526—1527               | Андре Родригеш душ Москитуш                      | капитан                |
| Прая                            | 1527—15??               | Гомеш Балиейру                                   | капитан                |
| Прая                            | 21.01.1570 —            | Мануэл Коррейа                                   | капитан                |
| Фого                            | 1528—1528               | Жуан ди Менезиш Васконселуш ди Пенела            | капитан                |
| Фого                            | 20.04.1528 — 15??       | Афонсу де Менезиш ди Пенела                      | капитан                |
| Сал, Санта-Лусия, Брава         | 22.10.1542 — 15??       | Луиш Перейра                                     | капитан                |
| Сал, Санта-Лусия, Брава         | 12.01.1553 — 15??       | Мартинью Перейра                                 | капитан                |
| Санту Антау                     | 13.01.1548 — 15??       | Гонсалу ди Соуза                                 | капитан                |
| Острова Кабо-Верде              | 1481 — 1???             | Перу Лоренцу                                     | коррехидор             |
| Острова Кабо-Верде              | 1??? — 1517             | Перу ди Гимарайнш                                | коррехидор             |
| Острова Кабо-Верде              | 1517 — 1521             | Жоан Алеман                                      | коррехидор             |
| Острова Кабо-Верде              | 1521 — 1527             | Леониш Коррейа                                   | коррехидор             |
| Острова Кабо-Верде              | 28.08.1527 — 1534       | Жаспар Коррейа                                   | коррехидор             |
| Острова Кабо-Верде              | 1534 — 1536             | Эстеван ди Лагуш                                 | коррехидор             |
| Острова Кабо-Верде              | 1536—1539               | Андри Феиу                                       | коррехидор             |
| Острова Кабо-Верде              | 1539—1541               | Симау Афонсу                                     | коррехидор             |
| Острова Кабо-Верде              | 1541—1544               | Перу Мониш                                       | коррехидор             |
| Острова Кабо-Верде              | 1544—1547               | Антониу Феррейра                                 | коррехидор             |
| Острова Кабо-Верде              | 1547—1550               | Перу ди Араужу                                   | коррехидор             |
| Острова Кабо-Верде              | 1550—1556               | Жоржи Пиментел                                   | коррехидор             |
| Острова Кабо-Верде              | 1556—1559               | Мануэл ди Андради                                | коррехидор             |
| Острова Кабо-Верде              | 1559—1560               | Луиш Мартинш ди Эванжелью                        | коррехидор             |
| Острова Кабо-Верде              | 1560—1562               | Грегори Мартиниш Каминья                         | коррехидор             |
| Острова Кабо-Верде              | 1562—1571               | Бернарду ди Алпоим                               | коррехидор             |
| Острова Кабо-Верде              | 1571—1577               | Антониу Велью Тиноку                             | коррехидор             |
| Острова Кабо-Верде              | 1577—1579               | Кристован Соариш ди Мелу                         | коррехидор             |
| Острова Кабо-Верде              | 1579—1584               | Диогу Диаш Магру                                 | коррехидор             |
| Острова Кабо-Верде              | 1584—1588               | Жаспар ди Андради                                | коррехидор             |
| Острова Кабо-Верде              | 1588—1591               | Дуарте Лобу да Гама                              | губернатор             |
| Острова Кабо-Верде              | 1588—1588               | Амадор Гомиш Рапозу                              | коррехидор             |
| Острова Кабо-Верде              | 1591—1595               | Браш Соариш ди Мелу                              | губернатор             |
| Острова Кабо-Верде              | 1597—1603               | Франсиско Лобу да Гама                           | губернатор             |
| Острова Кабо-Верде              | 1603—1606               | Фернан ди Мескита ди Бриту                       | губернатор             |
| Острова Кабо-Верде              | 1606—1611               | Франсиско Коррейа да Силва                       | губернатор             |
| Острова Кабо-Верде              | 1611—1614               | Франсиско Мартинс ди Секейра                     | губернатор             |
| Острова Кабо-Верде              | 1614—1618               | Николау ди Кастилью                              | губернатор             |
| Острова Кабо-Верде              | 1618—1622               | Франсиску ди Мура                                | губернатор             |
| Острова Кабо-Верде              | 1622                    | Франсиску Рулим                                  | губернатор             |
| Острова Кабо-Верде              | 1622—1624               | Мануэл Афонсу ди Герра                           | и. о. губернатора      |
| Острова Кабо-Верде              | 1624—1628               | Франсиску Васконселуш да Кунья                   | губернатор             |
| Острова Кабо-Верде              | 1628—1632               | Жуан Перейра Кортереал                           | губернатор             |
| Острова Кабо-Верде              | 1632—1636               | Кристован ди Кабрал                              | губернатор             |
| Острова Кабо-Верде              | 1636—1639               | Жоржи ди Кастилью                                | губернатор             |
| Острова Кабо-Верде              | 1639—1640               | Эрониму ди Кавалканти-и-Албукерки                | губернатор             |
| Острова Кабо-Верде              | 1640—1645               | Жоан Серран ди Кунья                             | губернатор             |
| Острова Кабо-Верде              | 1645—1646               | Лоренсу Гарру                                    | губернатор             |
| Острова Кабо-Верде              | 1646—1648               | Жоржи ди Араужу                                  | губернатор             |
| Острова Кабо-Верде              | 1648                    | Роки ди Баррош ду Регу                           | губернатор             |
| Острова Кабо-Верде              | 12.06.1649 — 9.10.1650  | Гонзалу ди Гамбоа Аяла                           | губернатор             |
| Острова Кабо-Верде              | 1650—1651               | Педру Семеду Кардозу                             | губернатор             |
| Острова Кабо-Верде              | 1651—1653               | Жоржи ди Мескита Каштелу Бранку                  | губернатор             |
| Острова Кабо-Верде              | 1653—1658               | Педру Феррейра Баррету                           | губернатор             |
| Острова Кабо-Верде              | 1658—1663               | Франсишку ди Фигероа                             | губернатор             |
| Острова Кабо-Верде              | 1663—1667               | Антониу Галван                                   | губернатор             |
| Острова Кабо-Верде              | 1667—1671               | Мануэл да Кошта Пешоа                            | губернатор             |
| Острова Кабо-Верде              | 1671—1676               | Мануэл Пашеку ди Меллу                           | губернатор             |
| Острова Кабо-Верде              | 30.04.1676 — 1678       | Жоан Кардозу Пассару                             | губернатор             |
| Острова Кабо-Верде              | 15.03.1678 — 1680       | Мануэл да Кошта Пешоа                            | губернатор             |
| Острова Кабо-Верде              | 1681 — 1687             | Инасиу ди Франка Барбоза                         | губернатор             |
| Острова Кабо-Верде              | 1687—1688               | Вериссиму Карвалью да Кошта                      | губернатор             |
| Острова Кабо-Верде              | 1688—1690               | Виториану да Кошта                               | губернатор             |
| Острова Кабо-Верде              | 1690—1691               | Дигоу Рамиреш Эскивел                            | губернатор             |
| Острова Кабо-Верде              | 1692—1696               | Мануэл Антониу Пиньейру да Камара                | губернатор             |
| Острова Кабо-Верде              | 1696 — 7.06.1696        | Антониу Гомиш Мена                               | губернатор             |
| Острова Кабо-Верде              | 4.11.1698 — 1702        | Антониу Салгаду                                  | губернатор             |
| Острова Кабо-Верде              | 12.04.1702 — 1707       | Гонсалу ди Лемош Маскареньяш                     | губернатор             |
| Острова Кабо-Верде              | 10.02.1702 — 1702       | Жорже Котрим ди Мелу                             | губернатор             |
| Острова Кабо-Верде              | 11.05.1707 — 1710       | Родригу ди Оливейра да Фонсека                   | губернатор             |
| Острова Кабо-Верде              | 12.02.1710 — 1715       | Жозе Пиньейру да Камара                          | губернатор             |
| Острова Кабо-Верде              | 16.12.1715 — 1719       | Серафим Тейшейра Сарменту да Са                  | губернатор             |
| Острова Кабо-Верде              | 27.05.1715 — 20.06.1715 | Мануэл Перейра Кальейрош-и-Араужу                | губернатор             |
| Острова Кабо-Верде              | 9.04.1719 — 1720        | Балтазар ди Соуза Коутиньу                       | губернатор             |
| Острова Кабо-Верде              | 11.03.1720 — 4.01.1725  | Антониу Виейра                                   | губернатор             |
| Острова Кабо-Верде              | 24.01.1726 — 1728       | Франсишку Мигел да Нибрега Васконселуш           | губернатор             |
| Острова Кабо-Верде              | 10.07.1728 — 1733       | Франсишку ди Оливейра Гранш                      | губернатор             |
| Острова Кабо-Верде              | 1733 — 1736             | Бенту Гомиш Коэлью                               | губернатор             |
| Острова Кабо-Верде              | 1.05.1736 — 7.08.1738   | Жозе да Фонсека Барбозу                          | губернатор             |
| Острова Кабо-Верде              | 1738—1741               | Чамбер Сенати                                    | губернатор             |
| Острова Кабо-Верде              | 10.06.1741 — 1751       | Жоан Сузарти ди Санта Мария                      | губернатор             |
| Острова Кабо-Верде              | 6.03.1751 — 1751        | Антониу Жозе ди Иса-и-Фария                      | губернатор             |
| Острова Кабо-Верде              | 1752—1756               | Луиш Антониу да Кунья ди Иса                     | губернатор             |
| Острова Кабо-Верде              | 1756—1761               | Мануэл Антониу ди Соуза-и-Менезиш                | губернатор             |
| Острова Кабо-Верде              | 1761—1764               | Антониу ди Баррош Безерра                        | губернатор             |
| Острова Кабо-Верде              | 5.03.1761 — 1761        | Марселину Перейра ди Авила                       | губернатор             |
| Острова Кабо-Верде              | 1764—1766               | Бартоломеу ди Соуза ди Бриту Тигре               | губернатор             |
| Острова Кабо-Верде              | 1766—1767               | Жоан Жакоми ди Бриту Барена Энрикеш              | губернатор             |
| Острова Кабо-Верде              | 25.11.1768 — 1777       | Жоакин Салема Салданья Лабу                      | губернатор             |
| Острова Кабо-Верде              | 1777—1781               | Антониу до Вали ди Соуза-и-Менезиш               | губернатор             |
| Острова Кабо-Верде              | 19.02.1781 — 1782       | Дуарте ди Мелу да Силва Кастру ди Алмейда        | губернатор             |
| Острова Кабо-Верде              | 1782—1783               | Франсисшку ди Сан Симан                          | и. о. губернатора      |
| Острова Кабо-Верде              | 23.08.1784 — 1789       | Антониу Машаду ди Фария-и-Мая                    | губернатор             |
| Острова Кабо-Верде              | 02.04.1789 — 1793       | Франсишку Жозе Тейшейра Карнейру                 | губернатор             |
| Острова Кабо-Верде              | 27.09.1793 /10.09.1795  | Жозе да Силва Малдонаду ди Иса                   | губернатор             |
| Острова Кабо-Верде              | 3.08.1796—29.11.1802    | Марселину Антониу Баштуш                         | губернатор             |
| Острова Кабо-Верде              | 12.05.1803 — 1818       | Антониу Кутинью ди Ленкастри                     | губернатор             |
| Острова Кабо-Верде              | 6.02.1818 — 1822        | Антониу Пуссич                                   | губернатор             |
| Острова Кабо-Верде              | 09.05.1822 — 1826       | Жоан да Матта Чапусет                            | губернатор             |
| Острова Кабо-Верде              | 07.09.1826 — 1830       | Каэтану Прокопиу Годинью ди Васконселуш          | губернатор             |
| Острова Кабо-Верде              | 1830—1831               | Дуарти да Коста-и-Соуза ди Машаду                | губернатор             |
| Острова Кабо-Верде              | 1831—1834               | Жозе Коутинью ди Ленкаштри                       | губернатор             |
| Острова Кабо-Верде              | 1834—1835               | Мануэл Антониу Мартиниш                          | губернатор             |
| Острова Кабо-Верде              | 1836—1837               | Домингуш Коррейа Арука                           | губернатор             |
| Острова Кабо-Верде              | 1837—1839               | Жоакин Перейра Маринью                           | губернатор             |
| Острова Кабо-Верде              | 1839—1842               | Антониу Мария ди Фонтеш Перейра ди Мелу          | губернатор             |
| Острова Кабо-Верде              | 5.04.1842 — 1847        | Франсисшку ди Паула Баштуш                       | губернатор             |
| Острова Кабо-Верде              | 28.07.1847 — 1851       | Антониу Мария ди Фонтеш Перейра ди Мелу          | губернатор             |
| Острова Кабо-Верде              | 25.06.1851 — 1854       | Фортунату Жозе Баррейруш                         | губернатор             |
| Острова Кабо-Верде              | 6.04.1854 — 1857        | Антониу Мария Баррейруш Арробаш                  | губернатор             |
| Острова Кабо-Верде              | 25.11.1857 — 1860       | Себастиу Лопиш ди Кальейруш Менезиш              | губернатор             |
| Острова Кабо-Верде              | 1860                    | Жануариу Коррейа ди Алмейда                      | губернатор             |
| Острова Кабо-Верде              | 6.09.1860 — 1863        | Карлуш Жоакин Франку                             | губернатор             |
| Острова Кабо-Верде              | 1863—1869               | Жозе Гуэдиш ди Карвалью-и-Менезиш                | губернатор             |
| Острова Кабо-Верде              | 11.02.1869 — 1876       | Каэтану Алешандри ди Алмейда Албукерки           | губернатор             |
| Острова Кабо-Верде              | 1877                    | Лопиш ди Машаду                                  | губернатор             |
| Острова Кабо-Верде              | 1878                    | Вашку Гуедиш ди Карвалью-и-Менезиш               | губернатор             |
| Острова Кабо-Верде              | 1879—1881               | Антониу ди Насименту Перейра ди Сампайю          | губернатор             |
| Острова Кабо-Верде              | 1882—1886               | Жоан Паиш ди Васконселуш                         | губернатор             |
| Острова Кабо-Верде              | 1887—1889               | Жоан Сезариу ди Ласерда                          | губернатор             |
| Острова Кабо-Верде              | 1890—1890               | Аугушту Сезариу Карлуш ди Карвалью               | губернатор             |
| Острова Кабо-Верде              | 1891—1896               | Жозе Гуэдиш Брандан ди Мелу                      | губернатор             |
| Острова Кабо-Верде              | 1897—1897               | Алешандри Алберту да Роша ди Серпа Пинту         | губернатор             |
| Острова Кабо-Верде              | 1898—1900               | Жоан Сезариу ди Ласерда                          | губернатор             |
| Острова Кабо-Верде              | 1901—1902               | Орналду ди Новалис Гуэдиш ди Ребелью             | губернатор             |
| Острова Кабо-Верде              | 1902—1903               | Франсишку ди Паула Сид                           | губернатор             |
| Острова Кабо-Верде              | 1903—1904               | Антониу Альфреду Бариона ди Фрейташ              | губернатор             |
| Острова Кабо-Верде              | 1905—1907               | Амансиу Алпоим ди Керкуэйра Боргиш Кабрал        | губернатор             |
| Острова Кабо-Верде              | 1907—1909               | Бернарду Антониу да Коста ди Машаду              | губернатор             |
| Острова Кабо-Верде              | 1909—1910               | Мартиниу Пинту ди Кируш Монтенегру               | губернатор             |
| Острова Кабо-Верде              | 1910—1911               | Антониу ди Машаду Рамалью Ортиган                | губернатор             |
| Острова Кабо-Верде              | 1911                    | Артур Маринья ди Кампуш                          | губернатор             |
| Острова Кабо-Верде              | 1911—1915               | Жоаким Педро Виейра Жудисе Бикер                 | губернатор             |
| Острова Кабо-Верде              | 1915—1918               | Абел Фонтура да Коста                            | губернатор             |
| Острова Кабо-Верде              | 1918—1919               | Теуфилу Дуарти                                   | губернатор             |
| Острова Кабо-Верде              | 1919—1921               | Мануэл Фирмину ди Алмейда да Мая Магальянш       | губернатор             |
| Острова Кабо-Верде              | 1921—1922               | Филипе Карлуш Диаш ди Карвалью                   | губернатор             |
| Острова Кабо-Верде              | 1924—1926               | Жулиу Энрикиш ди Абреу                           | губернатор             |
| Острова Кабо-Верде              | 1927                    | Жуан ди Алмейда                                  | губернатор             |
| Острова Кабо-Верде              | 1927—1931               | Антониу Алвариш Гуэдиш Ваш                       | губернатор             |
| Острова Кабо-Верде              | 1931—1941               | Амадеу Гомеш ди Фигейреду                        | губернатор             |
| Острова Кабо-Верде              | 1941—1943               | Жозе Диогу Феррейра Мартиниш                     | губернатор             |
| Острова Кабо-Верде              | 1943—1949               | Жоан ди Фигейреду                                | губернатор             |
| Острова Кабо-Верде              | 1950—1953               | Карлуш Алберту Гарсия Алвиш Росадаш              | губернатор             |
| Заморская провинция             | 1953—1957               | Мануэл Маркиш ди Абрантиш Амарал                 | губернатор             |
| Заморская провинция             | 1957—1958               | Антониу Аугусту Пейшоту Коррейа                  | и. о. губернатора      |
| Заморская провинция             | 1958—1963               | Силвину Силвериу Маркиш                          | губернатор             |
| Заморская провинция             | 1963—1969               | Леан Мария Тавариш Рошаду ду Сакраменту Монтейру | губернатор             |
| Заморская провинция             | 13.03.1969 — 1974       | Антониу Адриану Фария Лопиш душ Сантуш           | губернатор             |
| Заморская провинция             | 21.09.1974 — 30.12.1974 | Висенти Алмейда ди Эца                           | губернатор             |
| Республика Кабо-Верде           | 30.12.1974—5.07.1975    | Висенти Алмейда ди Эца                           | верховный комиссар     |
| Республика Кабо-Верде           | 5.07.1975 — 22.03.1991  | Аристидиш Мария Перейра                          | президент              |
| Республика Кабо-Верде           | 8.07.1975—4.04.1991     | Педру Верона Родригеш Пиреш                      | премьер-министр        |
| Республика Кабо-Верде           | 22.03.1991—22.03.2001   | Антониу Мануэл Машкареньяш Монтейру              | президент              |
| Республика Кабо-Верде           | 4.04.1991—5.10.2000     | Карлуш Алберту Ванон ди Карвалью Вейга           | премьер-министр        |
| Республика Кабо-Верде           | 29.07.2000—5.10.2000    | Антониу Гуалберту ду Розариу                     | и. о. премьер-министра |
| Республика Кабо-Верде           | 5.10.2000—1.02.2001     | Антониу Гуалберту ду Розариу                     | премьер-министр        |
| Республика Кабо-Верде           | 1.02.2001 —             | Жозе Мария Невеш                                 | премьер-министр        |
| Республика Кабо-Верде           | 22.03.2001—8.09.2011    | Педру Верона Родригеш Пиреш                      | президент              |
| Республика Кабо-Верде           | 9.09.2011 —             | Жорже Карлуш Фонсека                             | президент              |